# ذي موفيز
ذي موفيز (بالإنجليزية: The Movies)‏ هي لعبة فيديو من نوع محاكاة الأعمال، صدرت في 8 نوفمبر 2005، وهي متوفرة على أجهزة مايكروسوفت ويندوز وأو إس عشرة. اللعبة من تطوير ليونهيد أستوديو ومن نشر أكتيفجن.